# Ле-Тороне
Ле-Тороне́ (фр. Le Thoronet) — коммуна на юго-востоке Франции в регионе Прованс — Альпы — Лазурный берег, департамент Вар, округ Драгиньян, кантон Ле-Люк.
Площадь коммуны — 37,53 км², население — 2012 человек (2006) с выраженной тенденцией к росту: 2373 человека (2012), плотность населения — 63,0 чел/км².

## Население
Население коммуны в 2011 году составляло — 2341 человек, а в 2012 году — 2373 человека.
| 1962 | 1968 | 1975 | 1982 | 1990 | 1999 | 2005 | 2006 | 2010 | 2011 | 2012 |
| ---- | ---- | ---- | ---- | ---- | ---- | ---- | ---- | ---- | ---- | ---- |
| 523  | 549  | 575  | 819  | 1163 | 1533 | 1952 | 2012 | 2293 | 2341 | 2373 |

Динамика населения:

## Экономика
В 2010 году из 1414 человек трудоспособного возраста (от 15 до 64 лет) 925 были экономически активными, 489 — неактивными (показатель активности 65,4 %, в 1999 году — 62,9 %). Из 925 активных трудоспособных жителей работали 820 человек (458 мужчин и 362 женщины), 105 числились безработными (42 мужчины и 63 женщины). Среди 489 трудоспособных неактивных граждан 94 были учениками либо студентами, 205 — пенсионерами, а ещё 190 — были неактивны в силу других причин.
На протяжении 2010 года в коммуне числилось 983 облагаемых налогом домохозяйства, в которых проживало 2394,5 человека. При этом медиана доходов составила 18 067 евро на одного налогоплательщика.